# Begonia lowiana
Begonia lowiana là một loài thực vật có hoa trong họ Thu hải đường. Loài này được King mô tả khoa học đầu tiên năm 1902.